# ZAZ・ザポロージェツ
ザポロージェツ（ウクライナ語: Запорожець、ロシア語: Запорожец）は、ウクライナの自動車メーカー、ザポリージャ自動車工場（通称：ZAZ）が1960年から1994年まで生産していた後輪駆動のスーパーミニカーである。
名前のザポロージェツは、ウクライナのザポリージャ州および男性の名前が由来とされている。

## 初代（1960年-1969年）
初代「965」はフィアット・600をZAZが模倣したもので、自社製V型4気筒エンジンを搭載している。1957年に製作されたプロトタイプモデルであるモスクヴィッチ-444はMZMAによる設計で、地上高330mm、ホイールは200mmであった。

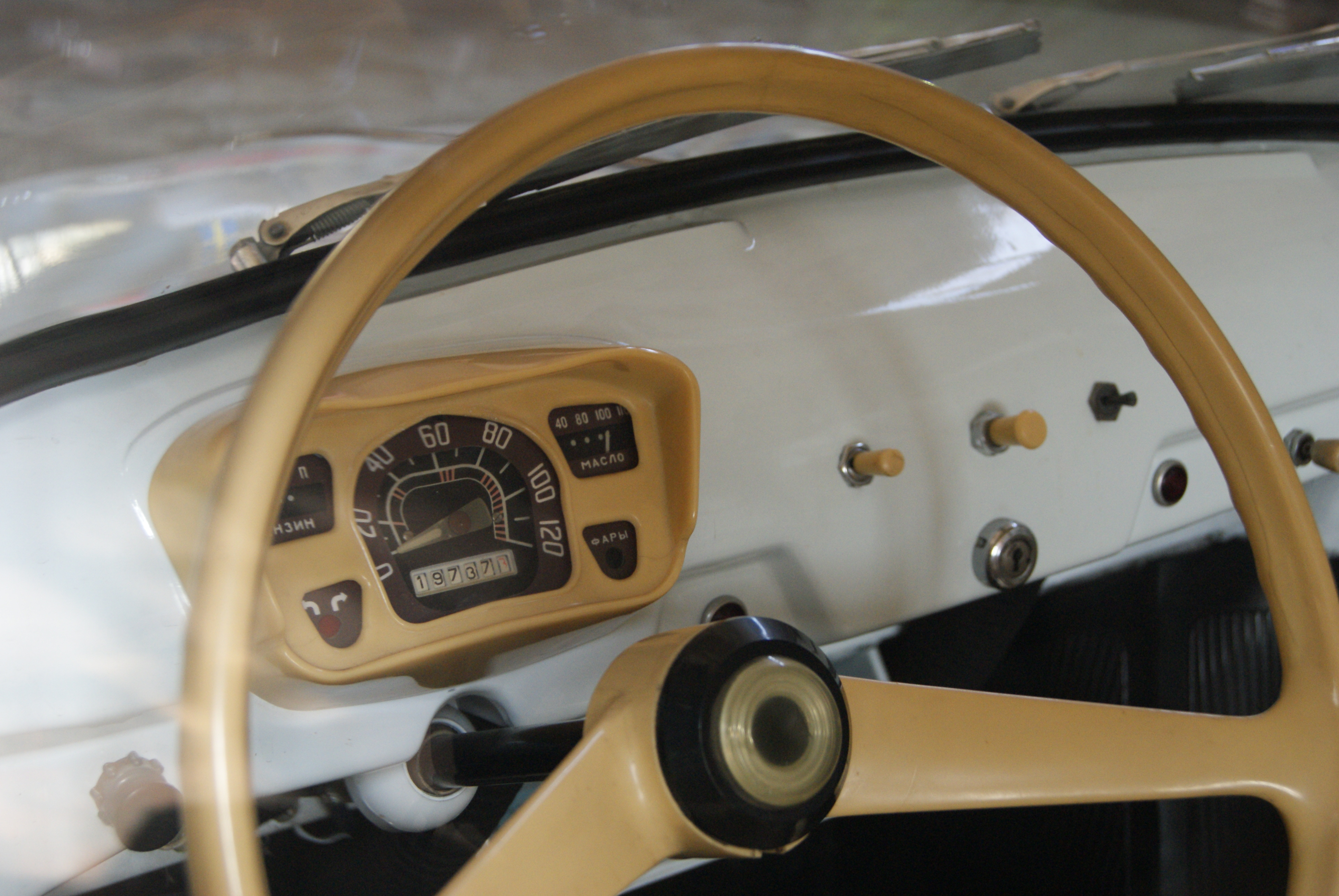
ZAZ-965のダッシュボード

試作段階ではIMZ・ウラルのMD-65型水平対向2気筒エンジン（1.75PS）を搭載していたが、元がバイク用なので3万キロ程度しか走行できなかった。他にはLuAZ-967の746cc V型4気筒エンジンを試したものの、新たにサスペンションを設計する必要が生じた。
サスペンションは4輪独立懸架式で、ドアは乗り降りの利便性を考えた結果、スーサイドドアを採用した。
1960年10月25日にザポリージャ工場で生産が開始され、1800ルーブルで販売された。郵便局向けのバンや右ハンドルの「965S」なども存在した。

### ZAZ-965A
965の改良版として生産され、1962年11月から1969年11月までに合計322106台が生産された。
エンジンはMeMZ965A 水冷 OHV 887cc 30PSのV型4気筒を後方に搭載していた。
1966年11月から1969年5月には後継車のZAZ966と併売していた。

## 二代目 (1966-1994)

### ZAZ-966
プロトタイプでデザイン変更が何回か行われ1966年11月に生産を開始した。

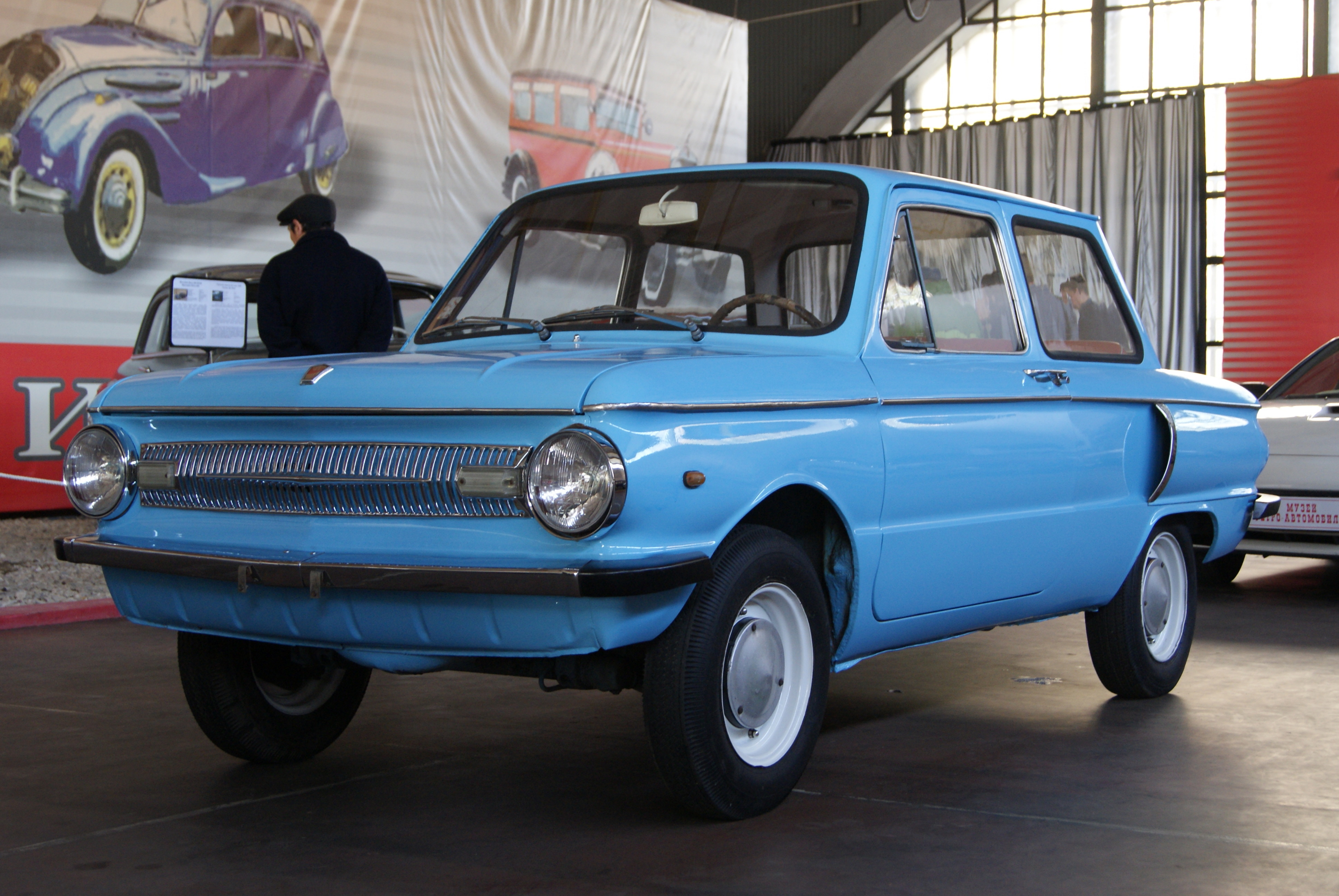
ZAZ-966

明確な関連性は不明ながらも、そのリアエンジン配置と空冷（ないし水冷だが、ラジエーターをフロントに置かず、リアへの空気の導入に何らかの工夫を凝らしている）という構成は当時の、シボレー・コルヴェア、ヒルマンインプ、NSU4などとの類似、あるいは日本車では日野・コンテッサを連想する所もある。
エンジンはMeMZ966A OHV 887cc 30PS、ラジオは標準装備。価格は先代の1800ルーブルから2200ルーブルになっていた。
1968年には968が登場し966は1972年に生産を終了した。966はヨーロッパでも人気があり、ヨーロッパ市場ではルノー製の965ccが搭載されていた。

### ZAZ-968
1971年から1980年まで生産されていたモデル。

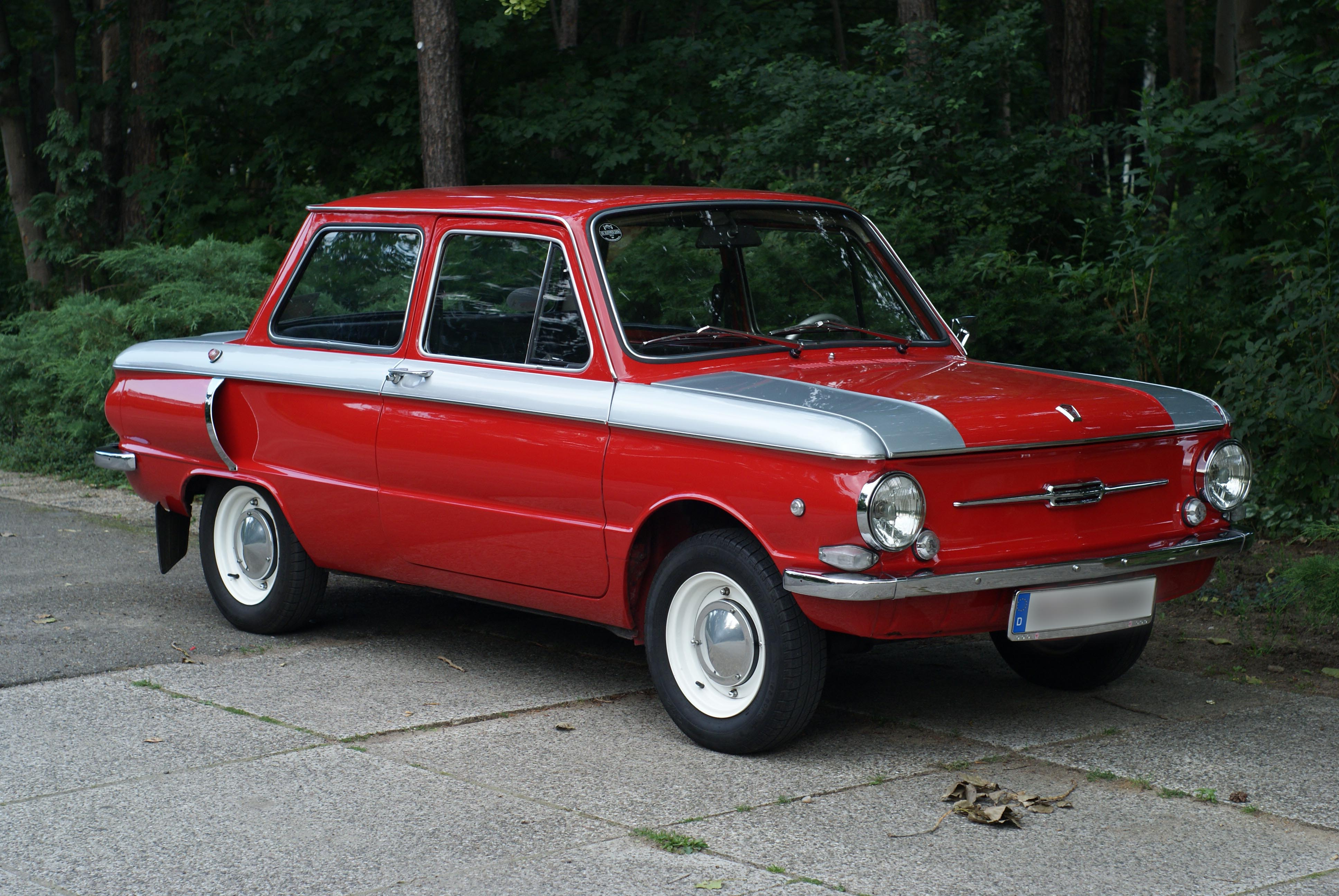
ZAZ-968

エンジンはMeMZ968 OHV 1197cc 41PS、966から変更されたものはフロントブレーキとダッシュボードのみである。
1978年には968Mと入れ替わる様に生産を終了した。

### ZAZ-968M
1979年に968と入れ替わる形でデビューした。77年のプロトタイプではクロムグリルが廃止された。

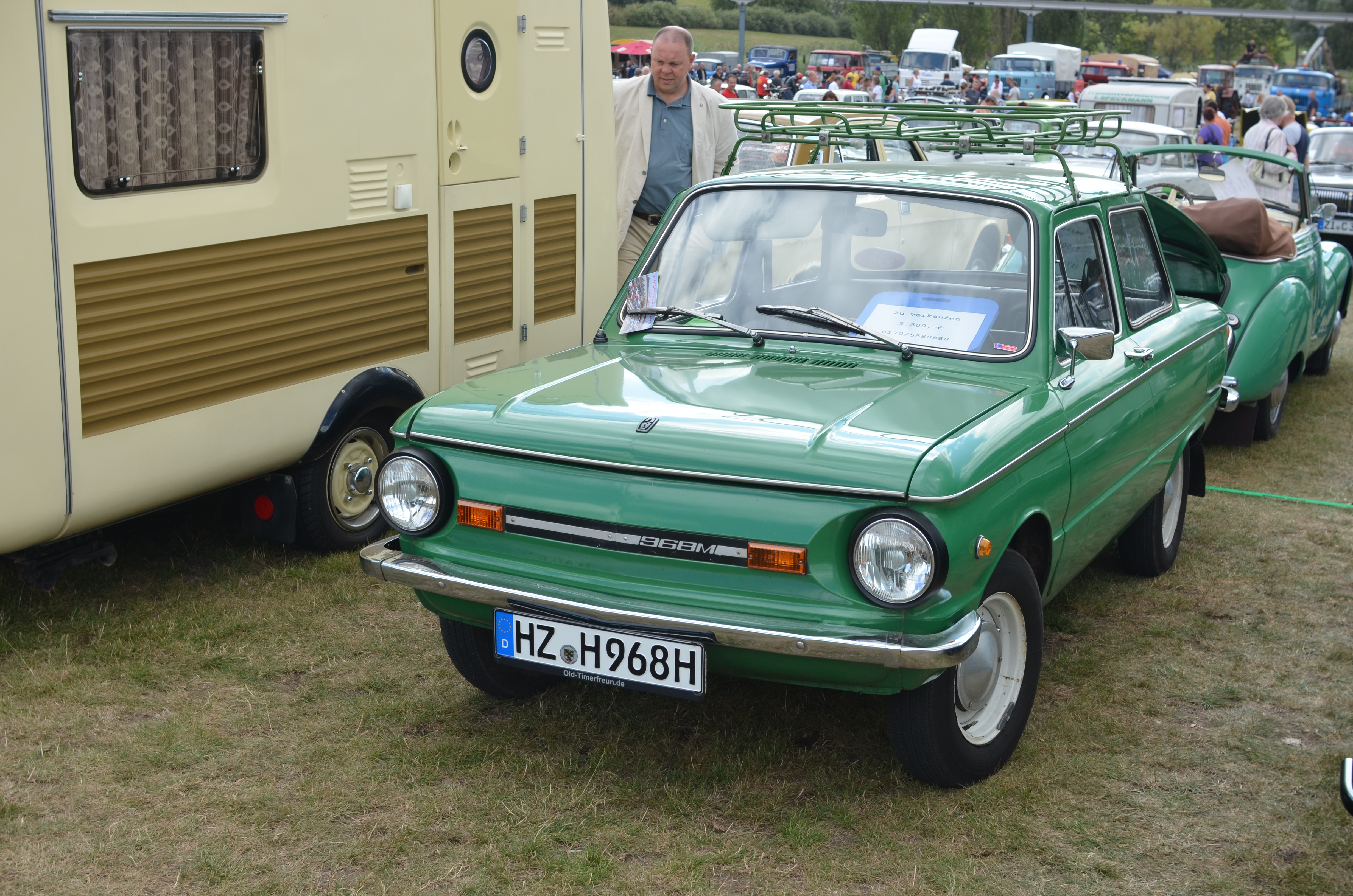
ZAZ-968M

プラスチックパーツの多用やダッシュボードの改良等で968より現代的になった。エンジンは41PSの968E、30PSの968GE、51PSの968BEの3種である。79年から94年には968MB2、968MBが販売された。1300ccと1400ccの968Sエンジンが計画されたものの実現することはなかった。

### 輸出版
ZAZ-965E、ZAZ-965AE、ZAZ-966E、ZAZ-968E、及び改良版のZAZ-968AEがヤルタまたはエリッテとして輸出された。